# 슈퍼스타K 4 참가자 목록
다음은 M.net의 스타 오디션 프로그램 슈퍼스타 K 시리즈의 네 번째 시즌 《슈퍼스타K 4》의 참가자들을 나열한 목록이다. TOP12과 그 외 저명한 참가자들을 나열한다.

## TOP12

### 로이킴
로이킴(Roy Kim, 김상우, 1993년 7월 3일 ~ )은 미국 조지타운 대학교 재학 중인 학생으로, 케이블 오디션 프로그램 《슈퍼스타K 4》에 참가하여 최종 우승하였으며 이후 2012년 《Mnet 아시안 뮤직 어워드》에서 데뷔하였다.

### 딕펑스
딕펑스는 김태현(보컬), 김현우(피아노), 김재흥(베이스), 박가람(드럼)으로 구성되어 있는 밴드 그룹이다. 그룹 멤버 모두 1987년생에 속하며, 2006년에 구성되어 홍대에서 인디 그룹으로 활동해 왔다. 최종 준우승을 차지하였다.

### 정준영
정준영(1989년 2월 21일 ~ )은 2010년 음반 《Rock Trip 을 발표한 적이 있는 인디밴드 출신 락커다. 어릴때부터 아버지의 사업으로 인도네시아, 중국, 프랑스, 영국 등 여러 나라를 전전하며 살아오다 19세에 밴드를 하고자 대한민국에 들어왔으며 일본에서 활동을 하기도 했다. 최종 순위는 3위이다.

### 홍대광
홍대광(1985년 1월 9일 ~ )은 거리 버스커로, 동아방송예술대학교에 재학 중이다. 제2회 씨씨엠루키 선발 경연대회에서 금상을 받은 경험이 있다. '피에로'라는 이름으로 '그대는'이라는 수록앨범이 있다. 이적과 김연우의 노래를 좋아하며 생방송 3주차에서 이승환의 '가족'을 불러 심사위원 환산점수 만점을 받고, 생방송 5주차에서 대국민 신청곡 패닉의 '내 낡은 서랍속의 바다'를 부르고 탈락하였다. 최종 순위는 4위이다.

### 유승우
유승우(1997년 2월 26일 ~ )는 학생으로, TOP12 중 가장 막내였다. 최종 순위는 TOP6이다.

### 김정환
김정환(1990년 11월 23일 ~ )은 슈퍼스타K에서 처음으로 도입된 군인제도에서 Top 10까지 살아온 참가자이다. 최종 순위는 TOP6이다.

### 허니지
허니지(HONEY G)는 권태현, 배재현, 박지용으로 이루어진 그룹이다. 허니브라운의 일원 권태현, 배재현, 한찬별 중에서 한찬별이 떨어지고
남은 두 명과 팻듀오에서 박지용과 토니 중에서 토니가 탈락하고 남은 박지용이 이승철의 제안으로 한 팀을 이루게 되었다. 최종 순위는 TOP7이다.

### 연규성
연규성(1980년 3월 1일 ~ )은 인터넷 가수이다. 음반도 여러차례 낸 것으로 알려져 있다. 최종 순위는 TOP9이다.

### 안예슬
안예슬(1995년 10월 28일 ~ )은 강원도 원주시 출신으로 독특한 음색의 목소리과 한때 안면마비를 겪었던 참가자로서 밝고 엉뚱한 성격으로 많은 시청자들에게 많은 사랑을 받았다. 그는 슈퍼스타K4 여성참가자 중에서 마지막까지 살아남았던 참가자이다. 최종 순위는 TOP9이다.

### 볼륨
볼륨(Volume)은 이다솜, 임나래, 임선아로 이루어진 그룹으로, 대학가요제 출신 그룹이다. 쓰리줌마라는 이름으로도 활동했었다. 슈퍼스타K 4 9화에서 3번째로 나온 인물이다. 최종 순위는 TOP12이다.

### 계범주
계범주(1991년 11월 8일 ~ )는 누소울이라는 이름으로 언더에서 활동중인 음악가이다. 마포고등학교를 졸업하고 호원대학교 실용음악과에 재학 중이다. 그룹 뉴블락베이비즈, 어반플래닛의 멤버로도 활동했었다. 최종 순위는 TOP12이다.

### 이지혜
이지혜(1995년 8월 18일 ~ )는 학생으로, TOP12까지 오른 참가자이다.

## 그 외

### 박다영
TOP18. 슈퍼스타K3 TOP51 출신.

### 최다언
TOP18.

### 테이커스
양경석 (TOP18), 박상욱 (TOP42).

### 소울라이츠
TOP42.

### 김아란
TOP42. 슈퍼스타K3, K팝스타 3 출신이다.

### 이소리
TOP42. 슈퍼스타K3에서 TOP16에 올랐던 바 있으며, 이후 보이스 코리아 2에서 TOP28에 올랐다.

### 오서정
오서정은 TOP42이며 현 M&H엔터테인먼트 소속으로 Mnet이 주최하는 PRODUCE 101에 참가하고 있다. 현재 배우로 활동 중이다.

### 쾌남과 옥구슬
TOP42.

### 김승아
TOP42.

### 정은우
정은우는 TOP42이며 현 플레디스 엔터테인먼트 소속으로 Mnet이 주최하는 PRODUCE 101에 참가하고 있다.

### 손범준
TOP42.

### 홍돈희
TOP42. 현재 뮤지컬 배우로 활동 중이다.

### 가로등라디오
TOP42.

### 김영근
이후 슈퍼스타K 2016에서 우승을 차지했다.

### 박시환
이후 슈퍼스타K5에서 준우승을 차지했다.

### 박상보
기자로 활동 중이다.